# Aírton Batista dos Santos
Aírton Batista dos Santos, auch als Aírton Beleza bekannt, (* 19. Mai 1942 in Rio de Janeiro; † 18. Februar 1996 ebenda) war ein brasilianischer Fußballspieler.

## Karriere

### Verein
1961 begann er seine Karriere beim Verein Flamengo Rio de Janeiro, wo er bis 1967 unter Vertrag stand. In dieser Zeit stand er für Flamengo 130-mal auf dem Platz, bei welchen er 70 Tore schoss. Im Jahre 1965 wurde er für eine Saison an den Corinthians São Paulo ausgeliehen. Während seiner Zeit beim Corinthians gab es 17 Siege, drei Unentschieden und fünf Niederlagen. 1966 stand er beim FC São Paulo unter Vertrag. Im darauffolgenden Jahr wurde er vom Verein Botafogo unter Vertrag genommen. Seine letzten drei Jahre stand er bei den kolumbianischen Vereinen Atlético Junior und Millonarios FC unter Vertrag. In seiner Karriere nahm er an 212 Ligaspielen teil und schoss dabei 91 Toren.

### Nationalmannschaft
Bei den in São Paulo ausgetragenen Panamerikanischen Spielen 1963 holte er mit dem brasilianischen Olympiateam Gold. Dabei war er in allen vier Partien des Turniers, das im Ligaformat ausgetragen wurde, als Torschütze erfolgreich – insgesamt gelangen ihm elf Turniertore. Aírton erzielte zwei Treffer beim 3:1-Sieg gegen Uruguay, traf sieben Mal beim 10:0-Erfolg über die USA (sieben Treffer sind bis heute Rekord im brasilianischen Olympiateam) und war sowohl gegen Chile (Endstand 3:0) als auch gegen Argentinien (Endstand 2:2) je einmal als Torschütze erfolgreich. Bei der im Mai/Juni 1964 ausgetragenen Taça das Nações belegte er mit der brasilianischen A-Nationalmannschaft den zweiten Platz. Dabei bildete er beim 4:1-Sieg gegen Portugal als Mittelstürmer mit Gérson, Jairzinho, Pelé und Rinaldo die Sturmreihe, es blieb sein einziges Länderspiel.

## Erfolge
Flamengo
- Torneio Rio-São Paulo: 1961

Botafogo
- Torneio Rio-São Paulo: 1962